# Talpa, Teleorman
Talpa là một xã thuộc hạt Teleorman, România. Dân số thời điểm năm 2002 là 2379 người.